# Рёмер, Иоганн Якоб
Иоганн Якоб Рёмер (нем. Johann Jacob Römer или нем. Johann Jakob Roemer; 8 января 1763, Цюрих — 15 января 1819, Цюрих) — швейцарский биолог, ботаник и врач.

## Биография
Иоганн Якоб Рёмер родился в городе Цюрих на северо-востоке Швейцарии 8 января 1763 года.
Рёмер был профессором ботаники. В 1793 году Иоганн Якоб Рёмер был избран иностранным членом Шведской королевской академии наук. Он внёс значительный вклад в ботанику, описав множество видов растений.
Иоганн Якоб Рёмер умер 15 января 1819 года.

## Научная деятельность
Иоганн Якоб Рёмер специализировался на папоротниковидных и на семенных растениях.

## Научные работы
- Magazin für die Botanik Bände 1—4; 1787—1791. Fortgesetzt als Neues Magazin für die Botanik.
- Genera insectorum Linnaei et Fabricii iconibus illustrata. Vitoduri Helvetorum (Winterthur), apud Henric. Steiner, 1789.
- Flora Europaea inchoata, Norimbergae [Nürnberg], 14 fasc. 1797—1811.
- Collecteana ad Omnem rem Botanicam Spectantia Partim e Propriis, Partim ex Amicorum Schedis Manuscriptis Concinnavit et Edidit J. J. Roemer, M.D. Turici [Zurich] (1806—1810).
- Versuch eines möglichst vollständigen Wäörterbuchs der botanischen Terminologie. 1816.
- Systema vegetabilium (ed. 16) 7 vols. 1817—1830[8].

## Почести
Род растений Roemeria Medik. семейства Маковые был назван в его честь.